# Passiflora crassifolia
Passiflora crassifolia Killip – gatunek rośliny z rodziny męczennicowatych (Passifloraceae Juss. ex Kunth in Humb.). Występuje endemicznie w Peru. 

## Morfologia
PokrójZdrewniałe, trwałe, owłosione liany.
LiścieLancetowate lub owalnie lancetowate, sercowate u podstawy, prawie skórzaste. Mają 10–18 cm długości oraz 6–12 cm szerokości. Całobrzegie lub lekko klapowane, z tępym wierzchołkiem. Ogonek liściowy jest owłosiony.
KwiatyPojedyncze. Działki kielicha są podłużne. Płatki są podłużne. Przykoronek ułożony jest w 3–4 rzędach, ma 7 mm długości.
OwoceSą elipsoidalnego kształtu. Mają 4–6 cm długości.